# کیفیت ذهنی

تجربه کیفی رنگ قرمز از مثال‌های معروف کیفیت ذهنی می‌باشد.

کیفیات ذهنی یا تجربهٔ حقیقی چیزها (به انگلیسی: qualia) به ویژگی‌های کیفی یا احساسی وضعیت ذهن اشاره می‌کند. به عنوان مثال تجربهٔ مستقیم رنگ‌ها، درد، بو، خشم مثال‌هایی از کیفیت ذهنی می‌باشند.
اگر چه به نظر می‌آید که حداقل برخی از حالات ذهنی ما وضعیت کیفی دارند، وجود آن‌ها سؤالات فلسفی‌ای را برمی‌انگیزد: ماهیت کیفیت ذهنی چیست و چه چیزی آن‌ها را تشکیل می‌دهد؟ بسیاری از نظریه‌پردازان تفاوت عمده‌ای بین کیفیت ذهنی و معیارهای فیزیکی مانند طول، جرم، حجم دیده و این سؤال را مطرح کرده‌اند که آیا امکان دارد که کیفیت ذهنی کاملاً با این ویژگی‌های فیزیکی یکسان باشند؟ سؤال دیگری که مطرح می‌باشد این است که آیا دریافت مستقیم ما نسبت به این حالات ذهنی لغزش‌ناپذیر است و آیا این ادراکات دارای اعتبار هستند؟
کیفیت ذهنی به عنوان استدلالی علیه فیزیکالیسم (دیدگاهی که بر اساس آن هیچ چیز غیر فیزیکی در عالم وجود ندارد) به کار رفته‌است.